# Campeonato Europeo de Gimnasia Artística de 2018
El XXXIII Campeonato Europeo de Gimnasia Artística se celebró en Glasgow (Reino Unido) entre el 2 y el 12 de agosto de 2018, dentro de los denominados «Campeonatos Europeos de 2018», bajo la organización de la Unión Europea de Gimnasia (UEG) y la Federación Británica de Gimnasia.
Las competiciones se realizaron en el pabellón SSE Hydro de la ciudad escocesa.

## Calendario
| ● | Clasificación | ● | Finales |

| Agosto de 2018       | Jue 02 | Vie 03 | Sáb 04 | Dom 05 |
| -------------------- | ------ | ------ | ------ | ------ |
| Clasificación        | ●      |        |        |        |
| Concurso por equipos |        |        | ●      |        |
| Salto                |        |        |        | ●      |
| Asimétricas          |        |        |        | ●      |
| Barra de equilibrio  |        |        |        | ●      |
| Suelo                |        |        |        | ●      |

| Agosto de 2018       | Jue 09 | Vie 10 | Sáb 11 | Dom 12 |
| -------------------- | ------ | ------ | ------ | ------ |
| Clasificación        | ●      |        |        |        |
| Concurso por equipos |        |        | ●      |        |
| Suelo                |        |        |        | ●      |
| Caballo con arcos    |        |        |        | ●      |
| Anillas              |        |        |        | ●      |
| Salto                |        |        |        | ●      |
| Paralelas            |        |        |        | ●      |
| Barra fija           |        |        |        | ●      |

## Resultados

### Masculino
| Evento                       | Oro | Plata                                                                                       | Bronce                                                                             |
| ---------------------------- | --- | ------------------------------------------------------------------------------------------- | ---------------------------------------------------------------------------------- |
| Suelo (12.08)                | Dominick Cunningham Reino Unido 14,666                                                                   | Artiom Dolgopiat Israel 14,466                                                              | Artur Dalaloyan · Rusia · 14,466                                                   |
| Caballo con arcos (12.08)    | Rhys McClenaghan Irlanda 15,300                                                                          | Robert Seligman · Croacia · Sašo Bertoncelj · Eslovenia · 14,866                            | —                                                                                  |
| Anillas (12.08)              | Eleftherios Petrunias · Grecia · 15,466                                                                  | İbrahim Çolak Turquía 15,100                                                                | Courtney Tulloch Reino Unido 15,00                                                 |
| Salto de potro (12.08)       | Artur Dalaloyan · Rusia · 14,900                                                                         | Ihor Radivilov · Ucrania · 14,866                                                           | Dmitri Lankin · Rusia · 14,666                                                     |
| Paralelas (12.08)            | Artur Dalaloyan · Rusia · 15,433                                                                         | David Beliavski · Rusia · 15,166                                                            | Oliver Hegi · Suiza · 14,633                                                       |
| Barra fija (12.08)           | Oliver Hegi · Suiza · 14,700                                                                             | Epke Zonderland · Países Bajos · 14,400                                                     | Dávid Vecsernyés · Hungría · 14,033                                                |
| Concurso por equipos (11.08) | David Beliavski · Artur Dalaloyan · Nikolai Kuksenkov · Dmitri Lankin · Nikita Nagorny · Rusia · 257,260 | Joe Fraser Dominick Cunningham James Hall Courtney Tulloch Max Whitlock Reino Unido 253,362 | Axel Augis Edgar Boulet Loris Frasca Julien Gobaux Cyril Tommasone Francia 246,928 |

### Femenino
| Evento                       | Oro | Plata                                                                                                   | Bronce                                                                                                   |
| ---------------------------- | --- | --- | --- |
| Salto de potro (05.08)       | Boglárka Dévai · Hungría · 14,349                                                                                    | Anguelina Melnikova · Rusia · 14,233                                                                    | Denisa Golgotă · Rumania · 14,166                                                                        |
| Barras asimétricas (05.08)   | Nina Derwael · Bélgica · 14,733                                                                                      | Jonna Adlerteg · Suecia · 14,533                                                                        | Anguelina Melnikova · Rusia · 14,366                                                                     |
| Barra (05.08)                | Sanne Wevers · Países Bajos · 13,900                                                                                 | Nina Derwael · Bélgica · 13,600                                                                         | Marine Boyer Francia 13,166                                                                              |
| Suelo (05.08)                | Mélanie de Jesus dos Santos Francia 13,766                                                                           | Denisa Golgotă · Rumania · 13,600                                                                       | Axelle Klinckaert · Bélgica · 13,400                                                                     |
| Concurso por equipos (04.08) | Liliya Ajaimova · Irina Alexeyeva · Anguelina Melnikova · Uliana Perebinosova · Anguelina Simakova · Rusia · 165,195 | Juliette Bossu Mélanie de Jesus dos Santos Lorette Charpy Coline Devillard Marine Boyer Francia 161,131 | Naomi Visser · Céline van Gerner · Vera van Pol · Tisha Volleman · Sanne Wevers · Países Bajos · 159,563 |

## Medallero
| Núm. | País         | Oro | Plata | Bronce | Total |
| ---- | ------------ | --- | ----- | ------ | ----- |
| 1    | Rusia        | 4   | 2     | 3      | 9     |
| 2    | Francia      | 1   | 1     | 2      | 4     |
| 3    | Bélgica      | 1   | 1     | 1      | 3     |
| 3    | Países Bajos | 1   | 1     | 1      | 3     |
| 3    | Reino Unido  | 1   | 1     | 1      | 3     |
| 6    | Hungría      | 1   | 0     | 1      | 2     |
| 6    | Suiza        | 1   | 0     | 1      | 2     |
| 8    | Grecia       | 1   | 0     | 0      | 1     |
| 8    | Irlanda      | 1   | 0     | 0      | 1     |
| 10   | Rumania      | 0   | 1     | 1      | 2     |
| 11   | Croacia      | 0   | 1     | 0      | 1     |
| 11   | Eslovenia    | 0   | 1     | 0      | 1     |
| 11   | Israel       | 0   | 1     | 0      | 1     |
| 11   | Suecia       | 0   | 1     | 0      | 1     |
| 11   | Turquía      | 0   | 1     | 0      | 1     |
| 11   | Ucrania      | 0   | 1     | 0      | 1     |
|      | TOTAL        | 12  | 13    | 11     | 36    |